# Zarraga, Iloilo

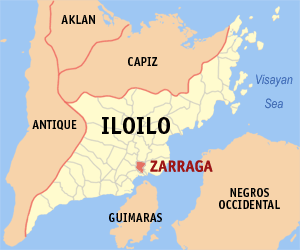
Bản đồ Iloilo với vị trí của Zarraga

Zarraga là một đô thị hạng 4 ở tỉnh Iloilo, Philippines. Theo điều tra dân số năm 2000 của Philipin, đô thị này có dân số 18.252 người trong 3.507 hộ.

## Các đơn vị hành chính
Zarraga được chia ra 24 barangay.
| - Balud Lilo-an - Balud I - Balud II - Dawis Centro - Dawis Norte - Dawis Sur - Gines - Inagdangan Centro - Inagdangan Norte - Inagdangan Sur - Jalaud Norte - Jalaud Sur | - Libongcogon - Malunang - Pajo - Ilawod Poblacion - Ilaya Poblacion - Sambag - Sigangao - Talauguis - Talibong - Tubigan - Tuburan - Tuburan Sulbod |